# Nicole Herschmann
Nicole Herschmann (ur. 27 października 1975 w Rudolstadt) – niemiecka bobsleistka, brązowa medalistka igrzysk olimpijskich i mistrzostw świata.

## Kariera
Pierwszy sukces w karierze osiągnęła w 2002 roku, kiedy wspólnie z Susi Erdmann zdobyła brązowy medal w dwójkach na igrzyskach olimpijskich w Salt Lake City. Brązowy medal w tej samej konkurencji wywalczyła także na mistrzostwach świata w Altenbergu w 2008 roku, gdzie partnerowała jej Claudia Schramm. Herschmann i Erdmann zajęły także piąte miejsce podczas rozgrywanych w 2006 roku igrzysk olimpijskich w Turynie.